# Kladurovo
Kladurovo es un pueblo ubicado en la municipalidad de Petrovac, en el distrito de Braničevo, Serbia.

## Superficie
Posee una superficie de 22,53 kilómetros cuadrados.

## Demografía
Hasta 2011 la población era de 469 habitantes, con una densidad de población de 20,82 habitantes por kilómetro cuadrado.